# Úlster
Úlster (en irlandés: Ulaidh, pronunciado [ˈʊləi]; en inglés: Ulster, pronunciado [ˈʌlstəɹ]) es una de las «provincias históricas» de la isla de Irlanda. Hay nueve condados en la provincia. Seis de sus condados, con una población (2011) de 1 810 863 habitantes, constituyen Irlanda del Norte, una nación constitutiva del Reino Unido. Los otros tres condados, con 295 400 habitantes (2011), forman parte de la República de Irlanda. Es la segunda provincia más grande (después de Munster) y la segunda más poblada (después de Leinster) de las cuatro provincias de Irlanda, con Belfast como la ciudad más poblada. El área total de Úlster es de 21,882 km², de los cuales 14,130 km² pertenecen al Reino Unido y los restantes 7,750 km² a Irlanda.
A diferencia de las otras provincias, Úlster tiene un alto porcentaje de protestantes. Los de origen católico representan aproximadamente el 51 % de su población, mientras que los de origen protestante del Úlster representan alrededor del 43 %. El inglés es el idioma principal y el inglés de Úlster el dialecto principal. Una minoría también habla irlandés, y hay un Gaeltacht (región de habla irlandesa) en el oeste de Úlster. El lago Neagh, en el este, es el lago más grande de las islas británicas, mientras que el lago Erne, en el oeste, es una de las redes de lagos más grandes. Las principales cadenas montañosas son las montañas Mournes, Sperrins, Croaghgorms y Derryveagh.
Históricamente, Úlster estaba en el corazón del mundo gaélico formado por la Irlanda gaélica, Escocia y la Isla de Man. Según la tradición, en la antigua Irlanda era uno de los quintos (irlandés: cúige) gobernados por un rí ruirech, o "rey de reyes superiores". Lleva el nombre del reino superior de Ulaid, en el este de la provincia, que a su vez fue llamado así por la gente Ulaid. Los otros reinos superiores en Úlster fueron Airgíalla y Ailech. Después de la invasión normanda de Irlanda en el siglo XII, el este del Úlster fue conquistado por los anglo-normandos y se convirtió en el condado del Úlster. A fines del siglo XIV, el condado se había derrumbado y la dinastía O'Neill había llegado a dominar la mayor parte del Úlster, reclamando el título de rey del Úlster. Úlster se convirtió en la más gaélica e independiente de las provincias de Irlanda. Sus gobernantes resistieron la intrusión inglesa pero fueron derrotados en la guerra de los Nueve Años (1594-1603). El Rey Jacobo I luego colonizó Úlster con colonos protestantes de habla inglesa de Gran Bretaña, en la Colonización del Úlster. Esto llevó a la fundación de muchas de las ciudades del Úlster. La afluencia de colonos protestantes y migrantes también provocó episodios de violencia sectaria con los católicos, especialmente durante la rebelión de 1641 y los disturbios de Armagh. Junto con el resto de Irlanda, el Úlster se convirtió en parte del Reino Unido en 1801. A principios del siglo XX, muchos protestantes del Úlster se opusieron a los movimientos hacia el gobierno autónomo irlandés, lo que provocó la crisis de la autonomía. Esto, y la posterior guerra de independencia irlandesa, condujo a la partición de Irlanda. Seis condados de Úlster se convirtieron en Irlanda del Norte, un territorio autónomo dentro del Reino Unido, mientras que el resto de Irlanda se convirtió en el Estado Libre Irlandés, ahora la República de Irlanda.

## Condados de Úlster
| Condado (nombre en irlandés; nombre en inglés)                          | Población | Superficie |
| ----------------------------------------------------------------------- | --------- | ---------- |
| Condado de Antrim (Contae Aontroma; County Antrim)                      | 618 108   | 3046 km²   |
| Condado de Armagh (Contae Ard Mhacha; County Armagh)                    | 174 792   | 1254 km²   |
| Condado de Cavan (Contae an Chabháin; County Cavan)                     | 73 183    | 1931 km²   |
| Condado de Donegal (Contae Dhún na nGall/Thír Chonaill; County Donegal) | 161 137   | 4861 km²   |
| Condado de Down (Contae an Dúin; County Down)                           | 531 665   | 2466 km²   |
| Condado de Fermanagh (Contae Fhear Manach; County Fermanagh)            | 61 170    | 1691 km²   |
| Condado de Derry/Londonderry (Contae Dhoire; County Derry/Londonderry)  | 247 132   | 2075 km²   |
| Condado de Monaghan (Contae Mhuineacháin; County Monaghan)              | 60 483    | 1295 km²   |
| Condado de Tyrone (Contae Thír Eoghain; County Tyrone)                  | 177 986   | 3263 km²   |
| Total                                                                   | 2 105 656 | 21 882 km² |

Los condados en gris forman parte de la República de Irlanda . Los condados en rosado constituyen Irlanda del Norte 

## Lingüística
Úlster es también el nombre del dialecto del idioma irlandés originario de esta parte de la isla. La gran mayoría de la población de la provincia habla inglés; el irlandés es el segundo idioma más hablado. Según el censo de Irlanda del Norte de 2011, aproximadamente el 10 % de los habitantes de esa región tiene un conocimiento general del idioma irlandés y el 4.7 % de la población puede hablar, escribir, leer y entender el idioma.